# Wallace H. Coulter
Wallace H. Coulter (Little Rock, 17 febbraio 1913 – 7 agosto 1998) è stato un ingegnere e inventore statunitense.

## Biografia
La sua attività preferita da bambino era quella di fare esperimenti tentando di aggiustare dispositivi elettrici e impianti radio a galena. 
Studiò ingegneria elettrica al Georgia Institute of Technology, ma abbandonò gli studi prima di laurearsi. Negli anni precedenti e durante la seconda guerra mondiale, Coulter lavorò in radio e per la General Electric e Raytheon. Dopo la guerra, Coulter riempì le sue giornate di lavoro facendo esperimenti, con suo fratello più giovane, Joseph, un ingegnere elettrico, nella cantina della loro casa a Chicago. Nel 1947, Coulter ebbe la sua prima illuminazione. Formulò una teoria nella quale diceva che una carica elettrica poteva essere usata per determinare la grandezza e il numero di un dato tipo di particelle microscopiche in un fluido.
Durante il 1949, Coulter inventò una  macchina che mise in atto questa teoria, il Principio di Coulter. Il contatore di Coulter, registrato nel 1953, funzionava semplicemente. La soluzione da studiare veniva aspirata con una pompa da vuoto attraverso un tubo caricato elettricamente con un piccolissimo foro alla fine. Passando attraverso il foro, ogni particella all'interno della soluzione bloccava il campo elettrico per un attimo. 
La forza e la frequenza della distorsione nel voltaggio poteva essere abbinata a specifici tipi e numeri di particelle.
Il contatore di Coulter trasformò l'ematologia. Il Model A, commercializzato la prima volta nel 1953, riportava automaticamente e accuratamente la conta di globuli rossi e bianchi in 10 minuti. Lo standard del tempo per i tecnici di laboratorio era di perdere almeno mezzora a contare le cellule dei campioni di sangue con il microscopio. Ospedali e tecnici biologici in tutto il mondo erano comprensibilmente bramosi di ottenere il "Coulter Counter".
I fratelli iniziarono subito la produzione, e successivamente si registrarono come Coulter Electronics, Inc. (1958). Spostarono il loro quartier generale a Hialeah, Florida nel 1961. Joseph diresse il business, mentre Wallace rifiniva la sua invenzione. Ben presto espanse i tipi di particelle e soluzioni che il dispositivo poteva analizzare; inoltre aumentò la velocità e la versatilità con la quale i risultati erano visualizzati.
Con lo sviluppo della compagnia, divenuta Coulter Corporation, il suo punto focale continuò ad essere la ricerca sui dispositivi per analizzare la Completa Conta del Sangue (CBC). Ancora oggi, i Coulter Counters sono usati di routine per determinare il contenuto di svariati fluidi, inclusi pittura, vetro, ceramica, e anche alimenti come la cioccolata. Successivamente dopo che il brevetto scadde, nei primi del 1970, Coulter continuando con le innovazioni mantenne la sua compagnia all'avanguardia dell'industria che lui stesso aveva creato. Per esempio, è stato pioniere nella ricerca della diagnostica del cancro analizzando gli anticorpi monoclonali, e nella "flow cytometry" che identificava le cellule dal loro passaggio attraverso un laser.
Dopo la morte di Joseph (1995) e Wallace (1998), la società venne acquisita nel 1997 dalla Beckman Instruments, Inc.